# دانی دارکو
دانی دارکو (به انگلیسی: Donnie Darko) فیلمی در سبک درام، تریلر و علمی-تخیلی ساخت آمریکا، محصول سال ۲۰۰۱ به نویسندگی و کارگردانی ریچارد کلی است.

## داستان و فضای فیلم
در 2 اکتبر 1988، نوجوانی به نام "دانی دارکو" شب هنگام با صدایی مرموز در خواب راه می افتد و از خانه خارج میشود در آن هنگام با چهره ای به نام فرانک در لباس خرگوش هیولایی روبرو می شود. فرانک به دونی می گوید که دنیا دقیقاً در 28 روز و 6 ساعت و 42 دقیقه و 12 ثانیه به پایان می رسد. دانی صبح روز بعد در فضای سبز یک زمین گلف محلی از خواب بیدار می شود و به خانه برمی گردد و متوجه می شود که یک موتور جت به اتاق خواب او سقوط کرده است، در حالی که منشا آن مشخص نیست.
دانی همچنان رویایی از فرانک دارد و والدینش، ادی و رز، او را نزد روان‌ درمانگر دکتر تورمن می‌فرستند. تورمن معتقد است که دانی از واقعیت جدا شده است و تصورات او از فرانک توهماتی بیش نیست که نشانه اسکیزوفرنی پارانوئید است. فرانک از دانی می پرسد که آیا به سفر در زمان اعتقاد دارد یا خیر و دانی نیز به نوبه خود از معلم علوم خود، دکتر کنت مونیتوف، می پرسد. مونیتوف به دانی، فلسفه سفر در زمان، کتابی را می دهد که توسط روبرتا اسپارو، معلم علوم سابق در مدرسه نوشته شده است و اکنون پیرزنی ظاهراً سالخورده ای است که خارج از شهر زندگی می کند و نوجوانان محلی آن را به نام مادربزرگ می شناسند. دانی همچنین شروع به قرار ملاقات با گرچن راس می کند که اخیراً با مادرش با هویت جدیدی به شهر نقل مکان کرده است تا از ناپدری خشن خود فرار کند.
فرانک از طریق اپیزودهای راهپیمایی در خواب شروع به تأثیرگذاری بر اقدامات دانی می کند، از جمله باعث می شود او با شکستن یک لوله آب، دبیرستانش را آب بگیرد و برای چند روز تعطیل شود. کیتی فارمر، معلم ورزشگاه، عمل خرابکاری را ناشی از تأثیر داستان کوتاه «ویرانگرها» می‌داند که توسط معلم انگلیسی کارن پومروی اختصاص داده شده است. کیتی شروع به تدریس "درس های نگرش" می کند که از سخنرانی مربی انگیزشی جیم کانینگهام گرفته شده است، اما دانی سخنرانی آنها را نمی‌پذیرد و علیه این مطالب شورش می کند و منجر به خراب شدن رابطه بین کیتی و مادرش می شود. کیتی ترتیبی می دهد که کانینگهام در یک مجلس مدرسه صحبت کند، جایی که دانی به او توهین می کند. او بعداً کیف پول و آدرس کانینگهام را پیدا می کند و فرانک پیشنهاد می کند خانه اش را آتش بزنند. آتش نشانان انبوهی از فیلمهای غیر اخلاقی کودکان را در آنجا کشف می کنند. کانینگهام دستگیر می شود و کیتی که می خواهد در دفاع از او شهادت دهد، از رز می خواهد که گروه رقص دخترانشان را در سفر به لس آنجلس همراهی کند.
در حالی که رز در لس آنجلس است و ادی برای تجارت از شهر خارج شده است، دانی و الیزابت جشنی با لباس هالووین به خاطر قبول شدن الیزابت در کالج برگزار می کنند.. در مهمانی، گرچن به خاطر ناپدید شدن مادرش پریشان از راه می رسد و او و دانی برای اولین بار به هم عشق می ورزند. هنگامی که دانی متوجه می شود که تا پایان جهان تنها چند ساعت مانده است، به همراه گرچن و دو دوست دیگرش برای دیدن اسپارو از خانه خارج میشوند. آنها به جای اسپارو، دو قلدر دبیرستانی به نام های ست و ریکی را پیدا می کنند که در تلاشند تا خانه اسپارو را غارت کنند. دانی، ست و ریکی در جاده مقابل خانه اش درست زمانی که اسپارو به خانه بازمی گردد با هم دعوا می کنند. ناگهان ماشینی از روبرو به سرعت نزدیک شده و پس از برخورد با گرچن او را می‌کشد، معلوم میشود که راننده دوست پسر الیزابت، فرانک اندرسون است که همان لباس خرگوش را از رویاهای دانی پوشیده است. دانی با اسلحه پدرش به چشمان فرانک شلیک می کند و با حمل جسد گرچن به خانه می رود. او با ماشین والدینش جسد گرچن را به سمتی می‌رود که مشرف به شهر است. در آنجا، گردابی را مشاهده میکند که بالای سر خانه آنها شکل گرفته است وهواپیمای حامل رز و گروه رقص از لس‌آنجلس در جریان آن گرفتار شده اند را میبیند که ناگاه یکی از موتورهای هواپیما کنده شده و به زمین می افتد.
رویدادهای 28 روز گذشته باز می شوند. دانی در اتاق خواب خود از خواب بیدار می شود، می داند که در تاریخ 2 اکتبر است و در حالی که موتور جت به اتاق خوابش می افتد و او را له می کند، می خندد. در اطراف شهر، کسانی که در زندگی با دانی ارتباط داشته اند، از رویاهای آشفته بیدار می شوند. گرچن روز بعد در حالی که از کنار خانه دارکو عبور میکند از مرگ دانی با خبر می شود. گرچن از پسر بچه ای میپرسد اسمش چه بود؟ در حالی که با شنیدن اسمش اصلا او را نمی‌شناسد. گرچن و رز نگاه‌هایی با هم رد و بدل می‌کنند و طوری دست تکان می‌دهند که انگار همدیگر را می‌شناسند اما نمی‌توانند به یاد بیاورند از کجا.